# Murska Sobota
Die Stadt Murska Sobota (deutsch Olsnitz, ungarisch Muraszombat, prekmurisch Mürska Subouta, Mürska Sobota) ist eine Kleinstadt im äußersten Nordosten Sloweniens, in der Ravensko-Ebene der historischen Landschaft Prekmurje (Übermurgebiet). Sie ist Hauptort der Stadtgemeinde Murska Sobota.
Im Jahr 2006 wurde die Stadt zum Bischofssitz der neuerrichteten Diözese Murska Sobota erhoben, die ein Suffraganbistum der Erzdiözese Maribor ist.
Die Stadtgemeinde Murska Sobota (slow.: Mestna občina) hatte 2021 18.622, die Stadt selbst 11.025 Einwohner.

## Geschichte

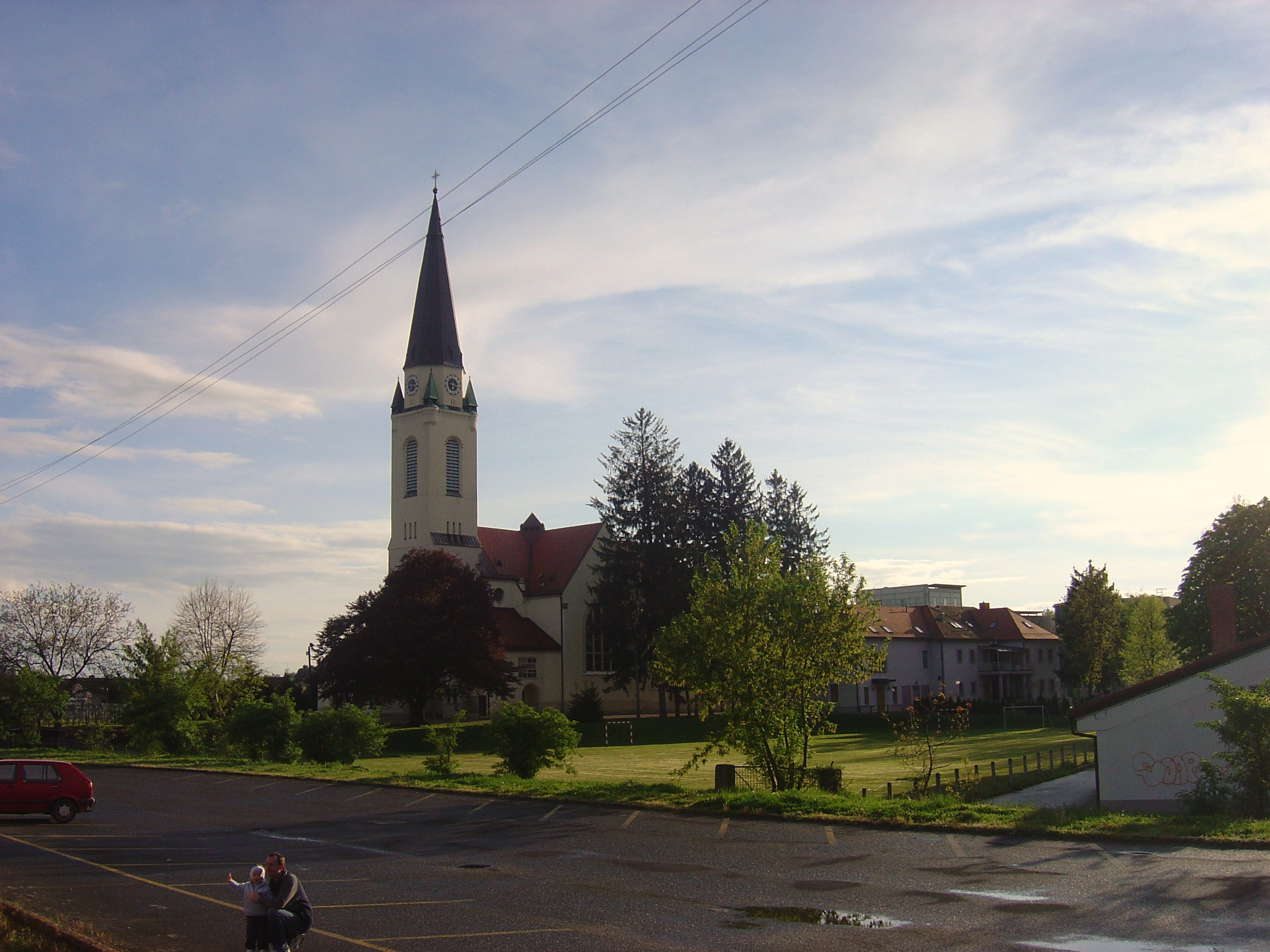
Kathedrale St. Nikolaus (slow. Sv. Nikolaj)

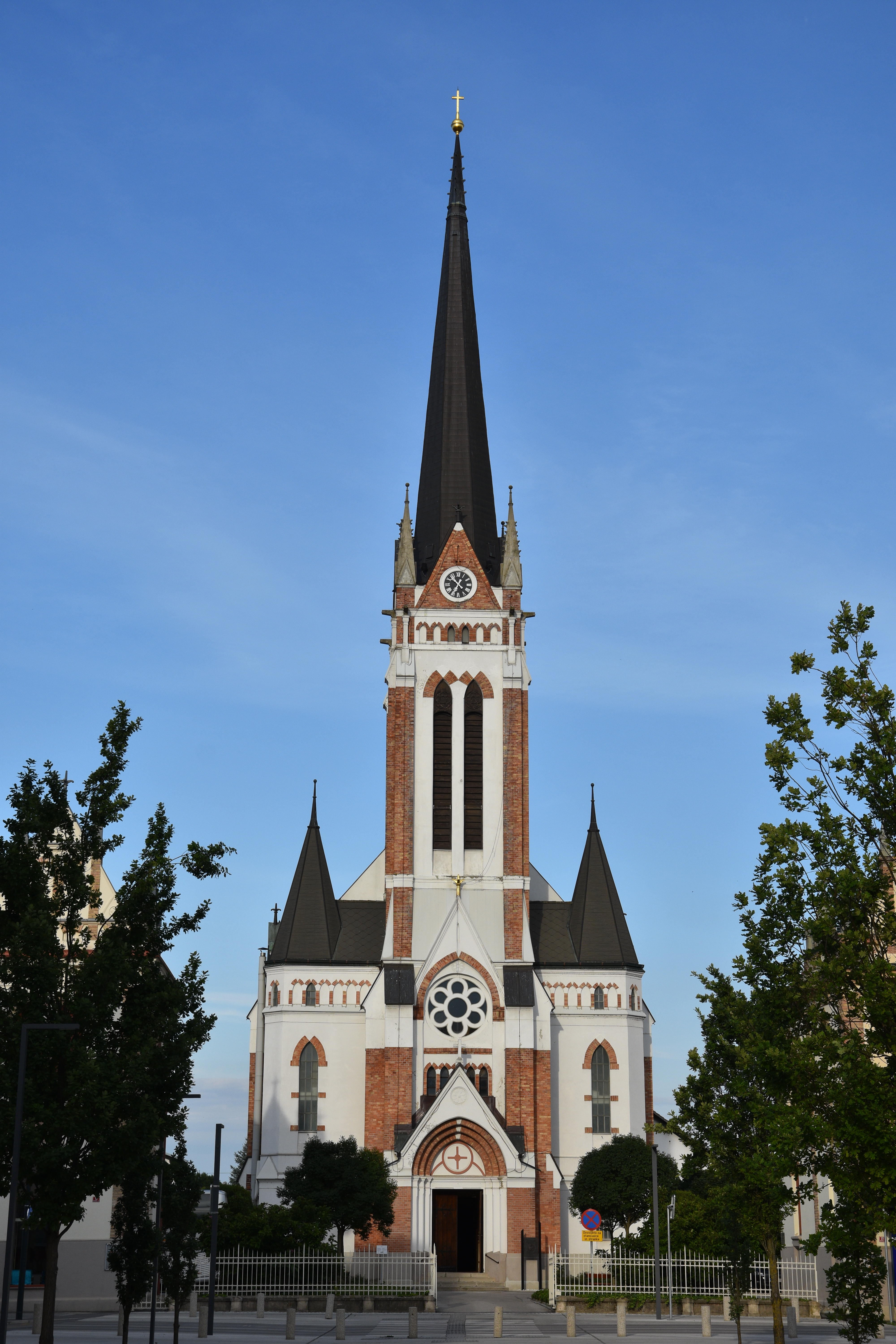
Evangelische Kirche von Murska Sobota

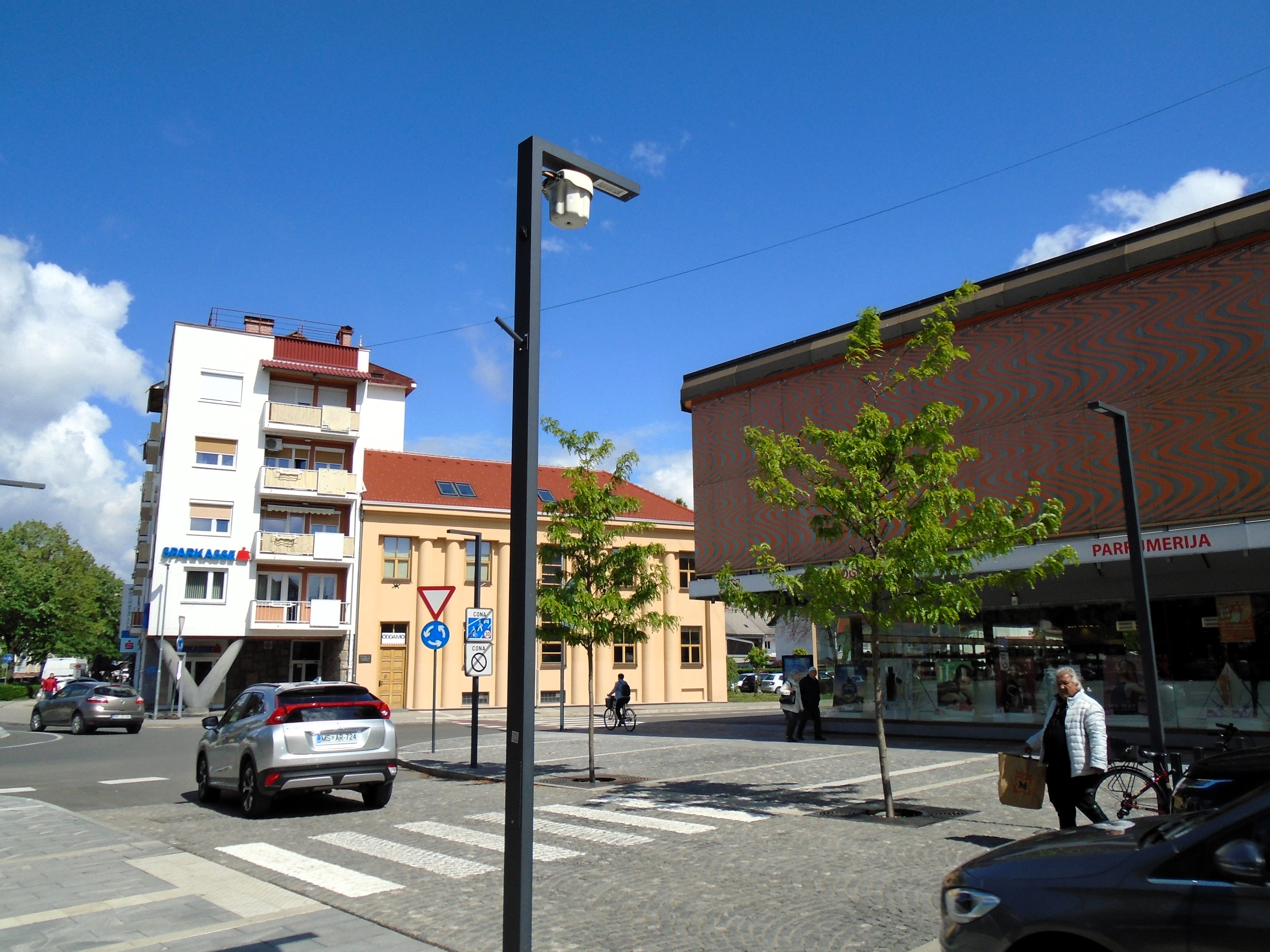
Stadtmitte

Historisch gehörte die Stadt seit dem Mittelalter zum Königreich Ungarn. Sie erscheint bereits früh unter verschiedenen Namen (so als Belmura (1297), Murazombatha (1348), Murazumbota (1366)), wobei sich „Mur“ offenkundig auf den gleichnamigen Fluss bezieht. Slowenisch „Sobota“ bzw. ungarisch „Szombat“ bedeuten Samstag. Zu dieser Benennung gibt es verschiedene Erklärungen, so die Herleitung vom üblichen Markttag oder von einem Personennamen. Der deutsche Name der Stadt Olsnitz ist eine Eindeutschung des alten slowenischen Namens Olšnica. Der moderne slowenische Name ist eine Übersetzung des ungarischen Namens Muraszombat. Im Vertrag von Trianon aus dem Jahr 1920 wurde die Stadt dem neugegründeten Königreich der Serben, Kroaten und Slowenen (ab 1929 zu Jugoslawien) zugeschlagen. Nach dem Balkanfeldzug im Frühjahr 1941 kam die Stadt zu Ungarn und nach dem Ende des Krieges 1945 wieder zu Jugoslawien. Seit dem Zerfall Jugoslawiens gehört sie zu Slowenien.

## Sehenswürdigkeiten
- Schloss Murska Sobota (Soboški Grad)[2]
- Regionalmuseum Murska Sobota[3]
- Kathedrale St. Nikolaus
- ev. Pfarrkirche[4]
- Schloss Rakičan[5]
- Galerie Murska Sobota[6]
- 5 Ausstellungspavillons (Expano) am Flussufer in hochmoderner Architektur[7]
- Botanischer Garten[8]

## Söhne und Töchter der Stadtgemeinde
- Mikloš Luttár (1851–1936), Pädagoge, Dichter und Schriftsteller
- Miki Muster (1925–2018), Bildhauer, Zeichner und Filmregisseur
- Jana S. Rošker (* 1960), Sinologin
- Ksenija Škrilec (* 1966), Botschafterin
- Dušan Šarotar (* 1968), Schriftsteller, Dichter, Drehbuchautor und Fotograf
- Danijel Brezič (* 1976), Fußballspieler
- Ana Marwan (* 1980), Schriftstellerin
- Denis Škofič (* 1985), Dichter
- Staša Špur (* 1988), Fußballschiedsrichterassistentin
- Tjaša Tibaut (* 1989), Fußballspielerin
- Denis Kramar (* 1991), Fußballspieler
- Erik Janža (* 1993), Fußballspieler
- Manja Rogan (* 1995), Fußballspielerin
- Tomi Horvat (* 1999), Fußballspieler
- Tio Cipot (* 2003), Fußballspieler
- Filip Kosi (* 2004), Fußballspieler